# Nikad bolje
Nikad bolje – kompilacja zespołu Hari Mata Hari. Została wydana w 2008 roku.

## Tytuły piosenek
1. „Dok Miljacka protiče”
2. „Zar je to još od nas ostalo”
3. „Lejla”
4. „Ja ne pijem”
5. „Ja nemam snage da te ne volim”
6. „Emina”
7. „Bilo je lijepo dok je trajalo”
8. „Ja sam kriv što sam živ”
9. „Ne lomi me”
10. „Otkad tebe nema”
11. „Ostaj mi zbogom ljubavi”
12. „Starac i more”
13. „Rođena si samo za mene”
14. „Ti si mi droga”
15. „Znam da te gubim”

## Członkowie zespołu

### Hari Mata Hari
- Hajrudin Varešanović - wokal
- Izo Kolećić - perkusja
- Karlo Martinović - gitara solo
- Nihad Voloder - gitara basowa